# Ambillou
 Ambillou  es una población y comuna francesa, en la región de Centro, departamento de Indre y Loira, en el distrito de Tours y cantón de Château-la-Vallière.

## Demografía
| 834 | 732 | 884 | 986 | 1086 | 1301 |
| Para los censos de 1962 a 1999 la población legal corresponde a la población sin duplicidades (Fuente: INSEE [Consultar]) |     |     |     |      |      |